# Marco Estatorio Secundo
Marco Estatorio Secundo (en latín: Marcus Statorius Secundus) fue un senador romano que vivió a finales del siglo I y  principios del siglo II, y desarrolló su cursus honorum bajo los reinados de Trajano y Adriano.
Un diploma militar, fechado el 19 de agosto de 121, muestra que Secundo fue cónsul sufecto en el año 121 junto con Lucio Sempronio Merula Auspicato. Aparentemente Secundo fue el primer y único miembro de su familia en llegar al consulado. Es casi seguro que sea el Estatorio Secundo, quien presumiblemente fue gobernador de la provincia de Capadocia desde aproximadamente los años 124/125 hasta 127/128, donde se evidencia por una inscripción en griego y monedas de la época.